# Ophiorrhiza pykarensis
Ophiorrhiza pykarensis är en måreväxtart som beskrevs av James Sykes Gamble. Ophiorrhiza pykarensis ingår i släktet Ophiorrhiza och familjen måreväxter. Inga underarter finns listade i Catalogue of Life.